# 大久保勝信
大久保 勝信（おおくぼ まさのぶ、1976年9月13日 - ）は、和歌山県日高郡日高町出身の元プロ野球選手（投手）。右投右打。

## 経歴

### プロ入り前
和歌山県立日高高等学校から立命館大学へ進む。高校時代は1年下に橋本泰由がいた。2年春に4勝をあげて優勝に貢献すると大学選手権では準々決勝に先発したが東北福祉大に敗戦、秋には京大戦で当時リーグタイ記録の18奪三振、。3年時に肘を手術した。リーグ通算42試合に登板し、22勝7敗、防御率1.85。卒業後は社会人野球の松下電器に入社。1999年の第70回都市対抗野球大会でベスト8に進出。2000年は第71回都市対抗野球大会に2年連続で出場し、第27回社会人野球日本選手権大会ではチームの初優勝を経験した。同年秋のドラフト会議でオリックスから2位指名を受け入団。担当スカウトは松下電器の先輩の山口高志。

### プロ入り後
2001年はリリーフとして即戦力になり、シーズン途中からは具臺晟に代わって抑えを任された。9月26日の対大阪近鉄バファローズ戦で北川博敏に代打逆転サヨナラ満塁釣り銭なし優勝決定本塁打を打たれるまでは防御率1点台であり、7勝14セーブ、防御率2.68の成績で新人王を獲得。
2002年は1勝10セーブを挙げたが、スポーツヘルニアで戦線離脱。
2003年は右肘を手術し、一軍登板は無かった。
2004年は前年手術した右肘のリハビリが続き、シーズン終了直前に一軍で復帰登板。同年オフの球団合併に伴う選手分配ドラフトを経てオリックス・バファローズと契約。
2005年はシーズン当初抑えを任された山口和男が開幕から不調のため、シーズン途中に一軍昇格して抑えを務め、菊地原毅・加藤大輔らとともに「KKO」と称され、安定したリリーフ陣を形成した。同年は11球団全てからセーブを挙げ、22セーブでセーブ成功率100%、防御率1.60、被本塁打1本の成績を残した。
2006年は前年同様に抑えを任されたが防御率4点台と不調で、シーズン途中に肩痛で戦線離脱した。
2007年は故障で出遅れたが5月に復帰し、9月中旬までセットアッパーとして防御率1点台を維持した。シーズン終盤に打ち込まれて防御率3点台になったが、6年ぶりに40試合以上に登板した。
2008年は春季キャンプでアキレス腱を断裂し、8月16日の対西武戦で、3点リードした9回裏にシーズン初登板。しかし、ヒラム・ボカチカに同点3ラン本塁打を打たれ、チームも延長10回裏に平尾博嗣のサヨナラ本塁打により敗れた。シーズン成績は3試合に登板して防御率13.50。
2009年は2年ぶりの40試合以上登板となる47試合に登板。防御率3.07、被本塁打2本と不調に喘ぐ投手が多いチームにおいてリリーフの中心となった。
2010年は古傷の右肘の状態が悪くわずか5試合の登板にとどまり、10月2日に思い描くような投球ができなくなったと引退を表明した。10月12日に任意引退選手公示された。

### 引退後
球団職員としてオリックスに残り、球団携帯公式サイトにおいて「大久保’s Bar」というブログを連載を担当している。2015年のOSAKAクラシックのスターティングラインナップ紹介前のミニドラマでは酒場で北川と水口栄二が上述の優勝決定ホームランを語っている際にその片隅で小さくなって飲んでいる大久保が映り、映像の最後でも当時のオリックスのユニホームを着て登場している。

## 選手としての特徴
最速152km/hの速球に加え、フォーク、スライダーを投げ分ける右投手。プロ入り後は抜群の制球力とフォークを武器にリリーフ投手として活躍した。

## 詳細情報

### 年度別投手成績
| 年 度     | 球 団      | 登 板 | 先 発 | 完 投 | 完 封 | 無 四 球 | 勝 利 | 敗 戦 | セ 丨 ブ | ホ 丨 ル ド | 勝 率 | 打 者 | 投 球 回 | 被 安 打 | 被 本 塁 打 | 与 四 球 | 敬 遠 | 与 死 球 | 奪 三 振 | 暴 投 | ボ 丨 ク | 失 点 | 自 責 点 | 防 御 率 | W H I P |
| --------- | ---------- | ----- | ----- | ----- | ----- | -------- | ----- | ----- | -------- | ----------- | ----- | ----- | -------- | -------- | ----------- | -------- | ----- | -------- | -------- | ----- | -------- | ----- | -------- | -------- | ------- |
| 2001      | オリックス | 53    | 0     | 0     | 0     | 0        | 7     | 5     | 14       | --          | .583  | 375   | 94.0     | 68       | 8           | 32       | 0     | 0        | 93       | 3     | 0        | 30    | 28       | 2.68     | 1.06    |
| 2002      | オリックス | 28    | 0     | 0     | 0     | 0        | 1     | 5     | 10       | --          | .167  | 126   | 27.1     | 27       | 3           | 13       | 2     | 2        | 30       | 0     | 0        | 16    | 12       | 3.95     | 1.46    |
| 2004      | オリックス | 1     | 0     | 0     | 0     | 0        | 0     | 0     | 0        | --          | ----  | 3     | 1.0      | 0        | 0           | 0        | 0     | 0        | 0        | 0     | 0        | 0     | 0        | 0.00     | 0.00    |
| 2005      | オリックス | 39    | 0     | 0     | 0     | 0        | 2     | 2     | 22       | 4           | .500  | 154   | 39.1     | 30       | 1           | 9        | 2     | 1        | 40       | 2     | 0        | 8     | 7        | 1.60     | 0.99    |
| 2006      | オリックス | 36    | 0     | 0     | 0     | 0        | 0     | 3     | 15       | 1           | .000  | 152   | 34.2     | 42       | 6           | 9        | 0     | 0        | 35       | 3     | 0        | 18    | 18       | 4.67     | 1.47    |
| 2007      | オリックス | 42    | 0     | 0     | 0     | 0        | 4     | 4     | 1        | 9           | .500  | 168   | 39.0     | 35       | 1           | 18       | 3     | 2        | 34       | 2     | 0        | 18    | 14       | 3.23     | 1.36    |
| 2008      | オリックス | 3     | 0     | 0     | 0     | 0        | 0     | 0     | 0        | 0           | ----  | 17    | 3.1      | 5        | 2           | 2        | 0     | 0        | 2        | 0     | 0        | 5     | 5        | 13.50    | 2.10    |
| 2009      | オリックス | 47    | 0     | 0     | 0     | 0        | 2     | 1     | 1        | 1           | .667  | 178   | 41.0     | 38       | 2           | 16       | 1     | 3        | 36       | 3     | 0        | 16    | 14       | 3.07     | 1.32    |
| 2010      | オリックス | 5     | 0     | 0     | 0     | 0        | 0     | 0     | 0        | 0           | ----  | 33    | 7.0      | 8        | 0           | 5        | 0     | 0        | 6        | 0     | 0        | 5     | 5        | 6.43     | 1.86    |
| 通算：9年 | 通算：9年  | 254   | 0     | 0     | 0     | 0        | 16    | 20    | 63       | 15          | .444  | 1206  | 286.2    | 253      | 23          | 104      | 8     | 8        | 276      | 13    | 0        | 116   | 103      | 3.23     | 1.25    |

### 表彰
- 新人王 （2001年）
- 月間MVP：1回 （投手部門：2001年8月）

### 記録
- 初登板：2001年4月9日、対西武ライオンズ3回戦（西武ドーム）、5回裏1死に4番手で救援登板、2回2/3を無失点
- 初奪三振：同上、6回裏に河田雄祐から
- 初勝利：2001年5月5日、対千葉ロッテマリーンズ7回戦（千葉マリンスタジアム）、6回裏1死に3番手で救援登板・完了、3回2/3を無失点
- 初セーブ：2001年5月9日、対福岡ダイエーホークス6回戦（富山市民球場アルペンスタジアム）、6回表に2番手で救援登板・完了、4回無失点
- 初ホールド：2005年5月25日、対阪神タイガース2回戦（阪神甲子園球場）、11回裏に7番手で救援登板、1回無失点

### 背番号
- 35 （2001年 - 2009年）
- 11 （2010年）